# Переступи порог
«Переступи порог» — советский художественный фильм.

## Сюжет
Фильм о десятиклассниках, первых жизненных испытаниях, выборе своего будущего, настоящей дружбе и первой любви.
Алику (Александру) Тихомирову все прочат будущее блестящего математика. Но он «срезается» на вступительном сочинении. Директор школы просит ректора института (своего давнего приятеля) обратить внимание на способного абитуриента. Ректор, убедившись, что Алик действительно талантлив, готов его зачислить. Но Алик не хочет поблажек и отказывается. Его любимая девушка выходит замуж за другого.

## В ролях
- Евгений Карельских — Алик (Александр) Тихомиров
- Ирина Короткова — Лена Прохорова
- Константин Кошкин — Эдик Терещенко
- Наталья Рычагова — Надя Воеводина
- Михаил Любезнов — Андрей Глазунов
- Ара Бабаджанян[арм.] — Юра Кондахчян
- Юрий Фисенко — Лёня Жургин
- Ольга Науменко — Альбина Савицкая
- Юрий Визбор — Виктор Васильевич, завуч школы
- Ольга Аросева — Вера Дмитриевна, классный руководитель
- Ольга Гаспарова — Галина Георгиевна учитель химии
- Надежда Семенцова — Тихомирова, мать Алика
- Инна Ульянова, Александр Ширшов — супруги Терещенко
- Артём Карапетян —  Кондахчян, архитектор
- Клавдия Хабарова — Прохорова, мать Лены
- Михаил Волков — ректор

## Съёмочная группа
- Сценарий Анатолия Гребнева
- Постановка Ричарда Викторова
- Главный оператор — Андрей Кириллов
- Композитор — Владимир Чернышёв
- Поэт — Михаил Матусовский